# Zenssee
Der Zenssee ist ein zum Stadtgebiet von Lychen gehörender See. Er liegt im Nordosten Brandenburgs im Naturpark Uckermärkische See. Entstanden ist das Gewässer aus Toteisblöcken der frühen Eiszeit.

## Name
Der See wurde 1299 als „stagnum … Santis“ erstmals schriftlich erwähnt. Der Name leitet sich vom slawischen *svąt für „heilig“ ab.

## Lage
Der Zenssee ist Teil der Uckermärkischen Seenlandschaft. Gemeinsam mit Wurlsee, Großer Lychensee, Platkowsee, Stadtsee und Nesselpfuhl bildet er das Lychener Seenkreuz, das den Innenbereich der Stadt Lychen fast inselförmig umfasst. Dabei verbindet er den Oberpfuhl und den südöstlich gelegenen Platkowsee.

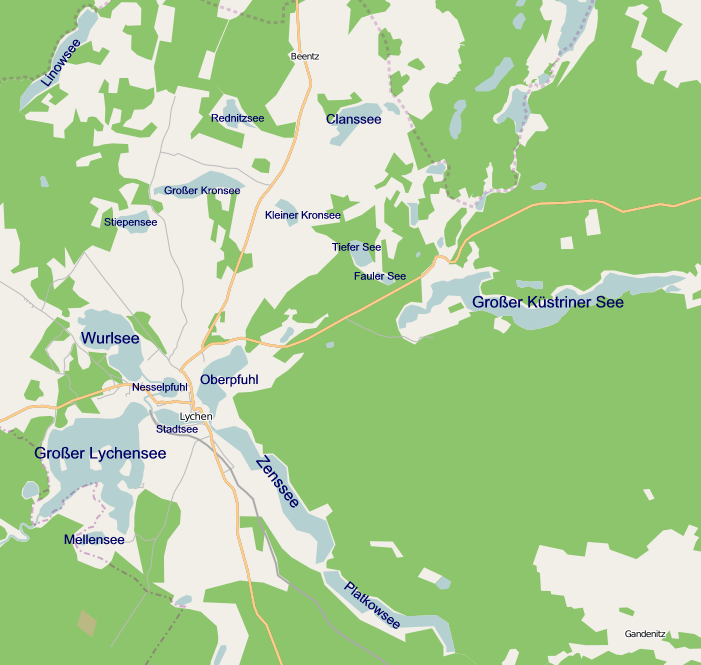
Lychener Seenkreuz

## Seedaten
Der See ist 111,67 Hektar groß und maximal 29 Meter tief. Der See ist in nordwestlich bis südöstliche Richtung langgestreckt. Er ist etwa drei Kilometer lang und teilweise etwas über vierhundert Meter breit. Die Uferzone wird durch einen Schilfgürtel bestimmt. Das Einzugsgebiet des Sees hat eine Fläche von 35,85 km², er ist frei von unmittelbarer Bebauung. Der Zenssee ist ein registriertes Angelgewässer (Nummer V 06-03) und wird vom Kreisanglerverband Templin e. V. bewirtschaftet.

## Fauna und Flora
Hauptfischarten sind Karpfen, Schleie, Brasse, Hecht, Zander, Barsch, Aal, Wels und verschiedene Weißfischarten. Hervorzuheben ist eine Population an Fischadler. 
Die recht steil aufstrebenden Uferzonen sind überwiegend mit Mischwald bewachsen.